# Karl Fiehler
Karl Fiehler (ur. 31 sierpnia 1895 w Brunszwiku, zm. 8 grudnia 1969 w Dießen am Ammersee) – polityk nazistowski, SS-Obergruppenführer od 1928 reichsleiter NSDAP - kierownik Głównego Urzędu Polityki Komunalnej, nadburmistrz Monachium od 1933 do 1945 oraz poseł do Reichstagu.
Uczestnik I wojny świtowej odznaczony Krzyżem Żelaznym II klasy. W 1919 zatrudnił się jako aplikant administracyjny w Monachium, a w 1922 zdał egzamin na stopień administracyjno-urzędniczy. W 1920 wstąpił do NSDAP otrzymując numer 37. 8 i 9 listopada 1923 brał czynny udział w nieudanym puczu monachijskim za co został skazany na 15 miesięcy pozbawienia wolności w twierdzy Landsberg. Należał do najbardziej zaufanych współpracowników Hitlera w organizacji NSDAP, szybko awansował. 31 lipca 1933 został Standartenführerem, 24 grudnia 1933 Oberführerem, a wreszcie 27 stycznia 1934 r. SS-Gruppenführerem. 30 stycznia 1942 roku został awansowany do stopnia SS-Obergruppenführera.